# Габриель, Кристиан
Кристиан Габриель (нем. Christian Gabriel; род. 3 марта 1975, Решица) — немецкий шахматист, гроссмейстер (1996), бронзовый призёр командного чемпионата Европы 1999 года.

## Биография
Кристиан Габриель рос в семье, серьёзно увлекающейся шахматами — его отец и старший брат носят звание мастеров ФИДЕ. Сам Кристиан принял участие в своём первом шахматном турнире в семь лет, а в 1987 году стал чемпионом Румынии среди кадетов. На следующий год его семья переехала в ФРГ, где мальчик занимался в штутгартской шахматной гимназии «Альтенштайг». Он учился в частности у Людека Пахмана, Мирослава Филипа и Лотара Фогта. В 1989 году на юношеском (до 14 лет) чемпионате мира Габриель занял третье место после Владимира Крамника и Веселина Топалова. На чемпионате мира среди юниоров (до 20 лет) в 1994 году претендовал на первое место, за тур до конца возглавляя турнирную таблицу, но в последней игре уступил ставшему чемпионом исландцу Хельги Гретарссону.
Звание гроссмейстера получил в 21 год, в 1996 году. На следующий год участвовал в командном чемпионате Европы в составе сборной Германии и занял на своей доске 3-е место с тремя победами и пятью ничьими в восьми матчах; сборная Германии финишировала  в общем зачёте пятой. Через два года, в 1999 году на командном чемпионате Европы в Батуми Габриель вновь представлял сборную Германии. На сей раз он показал на своей доске лишь седьмой результат с двумя победами и пятью ничьими в семи играх, но вместе со сборной завоевал бронзовые медали в общем зачёте. В промежутке между двумя чемпионатами Европы Габриель также сыграл в составе сборной Германии на 33-й шахматной олимпиаде, заняв с ней общее шестое место.
Принимал участие в Европейском клубном кубке с командой Цюрихского шахматного клуба, с которой четырежды становился чемпионом Швейцарии. В самой Германии играл за клубы Мюнхена, Золингена, Эппингена и Баден-Бадена, с клубом «Бавария» (Мюнхен) становился чемпионом Бундеслиги. В 2000 году оставил профессиональные шахматы и поступил на юридический факультет Констанцского университета. По окончании университета работает в налоговом управлении.

## Таблица результатов
| Год  | Город  | Турнир                          | + | − | = | Результат | Место |
| ---- | ------ | ------------------------------- | - | - | - | --------- | ----- |
| 1997 | Пула   | 11-й командный чемпионат Европы | 3 | 0 | 5 | 5½ из 8   |       |
| 1998 | Элиста | 33-я Олимпиада                  | 1 | 0 | 5 | 3½ из 6   |       |
| 1999 | Батуми | 12-й командный чемпионат Европы | 2 | 0 | 5 | 4½ из 7   |       |

## Изменения рейтинга
| Графики недоступны из-за технических проблем. См. информацию на Фабрикаторе и на mediawiki.org. |